# フランクフルト・アム・マイン子供路面電車

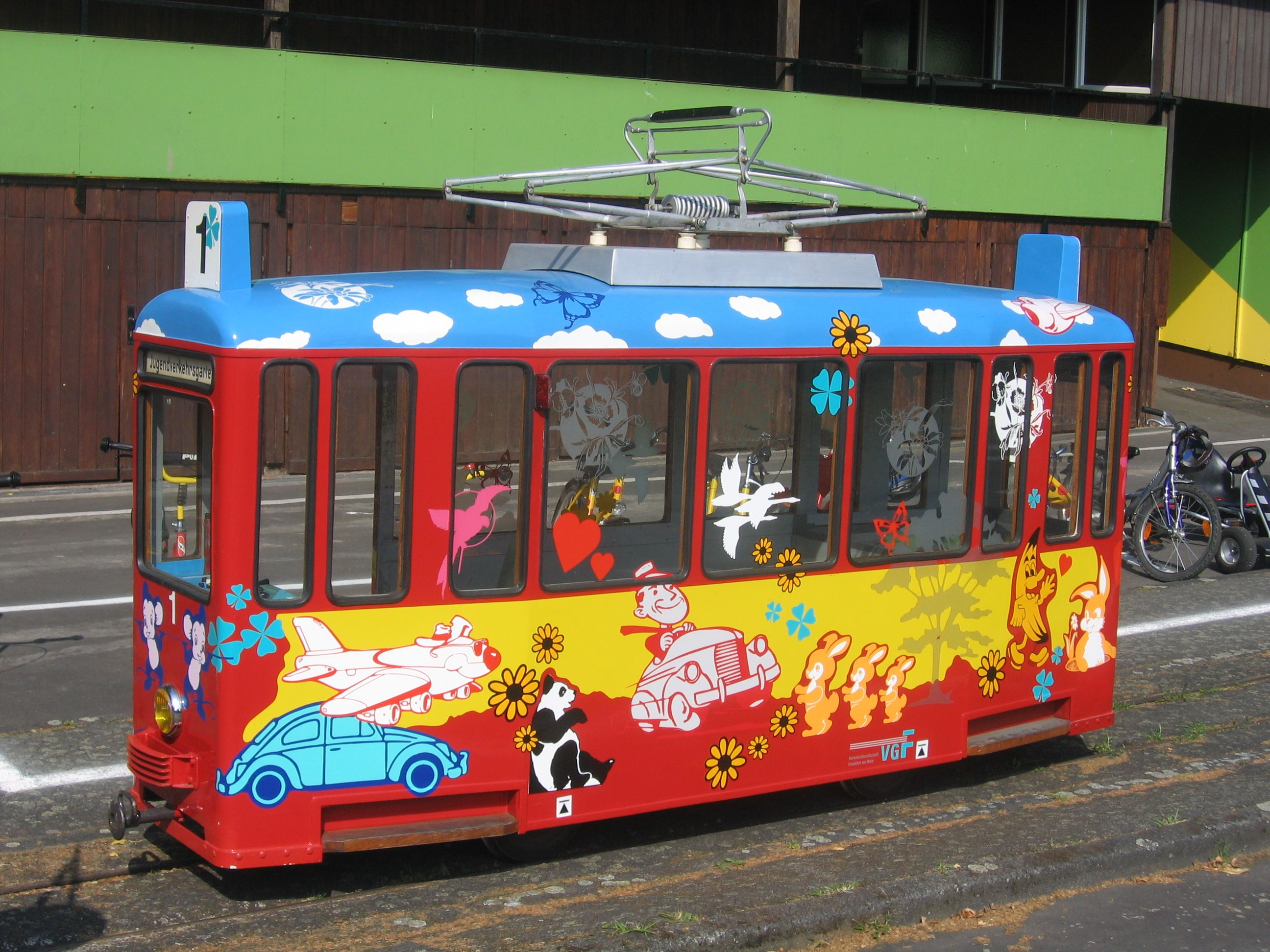
子供路面電車

ドイツ、フランクフルト・アム・マイン市の児童交通公園にある子供路面電車は、同公園の中を周回する軌道を運行する、庭園鉄道の形態をもつ、路面電車を縮小化した乗り物である。
この軌間410mmの路線は、1960年5月にフランクフルト・アム・マインのグリューネベルク公園内にある児童交通公園に作られた。線路は長さ220mの環状である。架線は存在しない。車両は、現在はアップルワイン・エクスプレスとして使用されている、路面電車Kタイプの外観を模して1960年に製作された。車両の動力は24Vの蓄電池により駆動する出力500Wのモーターによっており、満充電時には約8時間の連続走行が可能である。運転手を除いた定員は子供5人である。車両は長さ330cm、高さ160cm (パンタグラフを含めば220cm) 、幅82cm、最高速度5km/hである。警察官の監督下で交通安全教育に活用されている。

## 書誌情報
- 路面電車と鉄道の旅のインタレスト・グループ通信212号、2008年7月 （ドイツ語）
- フランクフルト・アム・マイン市の児童交通公園のミニチュア路面電車、路面電車雑誌16号、1985年 （ドイツ語）